# Michael Seifert (militare)
Michael Seifert, detto Mischa (Shyrokolanivka, 16 marzo 1924 – Caserta, 6 novembre 2010), è stato un militare e criminale di guerra ucraino naturalizzato tedesco.
Criminale di guerra membro delle SS, è stato soprannominato il "boia di Bolzano" per le atrocità commesse tra il 1944 e il 1945 nel campo di transito di Bolzano.

## Biografia
Seifert nasce a Landau (oggi Shyrokolanivka), in Ucraina, oblast' di Mykolaïv, nel marzo 1924 da genitori ucraini di lingua tedesca (appartenenti a popolazioni tedesche emigrate nel 1700 nell'Impero Russo): per le sue origini, viene soprannominato Mischa. Alla fine del 1943 viene arruolato dalle SS, con il grado di Gefreiter o Rottenführer, corrispondente al grado di caporale. Inizialmente presta servizio a Nikolajew, e nel 1944 è trasferito a Stargard.
Nel 1944 viene assegnato al Comando della polizia di sicurezza e del servizio di sicurezza presso il comando supremo delle SS in Italia. Dal dicembre 1944 all'aprile 1945 è stato addetto alla vigilanza del campo di transito di Bolzano. Qui e nel campo di concentramento di Fossoli ha torturato ed ucciso almeno diciotto civili, molti dei quali adolescenti. In molti casi Seifert ha agito autonomamente, uccidendo e torturando senza alcun particolare motivo. In altri casi ha ricevuto ordini dal sopraintendente alle celle Albino Cologna. In ogni caso, Cologna è stato acquiescente del comportamento di Seifert. Anche Mike Bongiorno fu tra i prigionieri e testimoni delle atrocità commesse da "Mischa".
Alla fine della Seconda guerra mondiale fugge in Canada. Nel 1951 si stabilisce a Vancouver, ove nel 1961 acquista una casa al numero 5471 di Commercial Street e nel 1965 sposa la moglie Christine, con la quale ha un figlio. Nel 1969 riesce ad ottenere un passaporto canadese affermando falsamente di essere nato in Estonia, e fornendo false generalità. Seifert è rintracciato in Canada nel 1960 dalla Croce Rossa Tedesca. Tuttavia per la procura di Dortmund, che dal 1963 al 1971 ha condotto un'indagine sui crimini del lager di Bolzano, Seifert era "disperso".
Il 17 novembre 2000 è fotografato da Bill Keay, un reporter del Vancouver Sun, su segnalazione dell'ANPI. Le foto si sono rivelate indispensabili nell'identificare Seifert, che è stato riconosciuto da numerosi testimoni fin dalle prime fasi del processo. Seifert è stato condannato all'ergastolo ed estradato in Italia, dove è giunto all'alba del 16 febbraio 2008. La crudeltà di Seifert gli ha valso il soprannome di boia di Bolzano. Le atrocità di cui si rese responsabile insieme ad Otto Stein sono descritte in un volume pubblicato a cura dell'ANPI. Inoltre Egidio Meneghetti, ex deportato a Bolzano ed in seguito rettore dell'Università di Padova, ha composto una poesia in memoria delle sofferenze subite per mano di Seifert e Stein. La poesia è intitolata Lager-Bortolo e l'ebreeta ed è contenuta in un libro che descrive in dialetto veronese le brutalità del campo. La prima edizione edita nel 1953 a cura della stamperia Valdonega di Verona, è dedicata a Ettore Savonitto studente universitario, il fornaio Massimo e il tipografo Mario (suoi compagni di cella).
Durante la notte del 25 ottobre 2010 si è fratturato un femore; ricoverato all'ospedale di Caserta in gravi condizioni (il suo quadro clinico era già compromesso a causa di una peritonite), è deceduto il 6 novembre 2010.

## Il procedimento giudiziario
Seifert è il quarto criminale di guerra nazista perseguito penalmente dalle autorità italiane. Gli altri tre ex-nazisti giudicati in Italia sono Walter Reder, Herbert Kappler ed Erich Priebke.
Le prime denunce a carico di Seifert sono state ricevute nel 1946 e raccolte in un fascicolo dalla Procura Militare di Roma. Inizialmente non viene dato alcun seguito alle denunce, in quanto Seifert è falsamente rappresentato come vittima "di una campagna di tipo razzista scatenata da gruppi politici e circoli finanziari interessati a screditare l'esercito tedesco." Il procedimento fu archiviato nel 1960. I documenti istruttori saranno ritrovati solo nel 1994, a Roma in un armadio (il cosiddetto "armadio della vergogna") negli uffici delle autorità giudiziarie militari. Il ritrovamento delle denunce ricevute dalle autorità militari, ed insabbiate per anni, consentirà la trasmissione del fascicolo su Seifert alla Procura Militare di Verona.
Le indagini a suo carico sono aperte nel marzo 1999. Seifert, la cui esistenza in vita è stata provata dalle autorità giudiziarie della Renania Settentrionale-Vestfalia, è iscritto al registro degli indagati il 25 giugno. L'imputazione a suo carico è di concorso in violenza con omicidio contro privati nemici, aggravato e continuato.
Rinviato a giudizio con 15 capi di imputazione, nel novembre 2000 è stato riconosciuto colpevole di undici dei quindici omicidi a lui contestati, condannato all'ergastolo ed al risarcimento dei danni subiti dal comune di Bolzano. La sua estradizione dal Canada ed il trasferimento al carcere militare di Santa Maria Capua Vetere (CE) hanno avuto luogo il 16 febbraio 2008.